# Старосінна площа
Старосінна площа — площа-сквер в історичному центрі Одеси, між залізничною станцією Одеса-Головна та Водопровідною вулицею.

## Історія

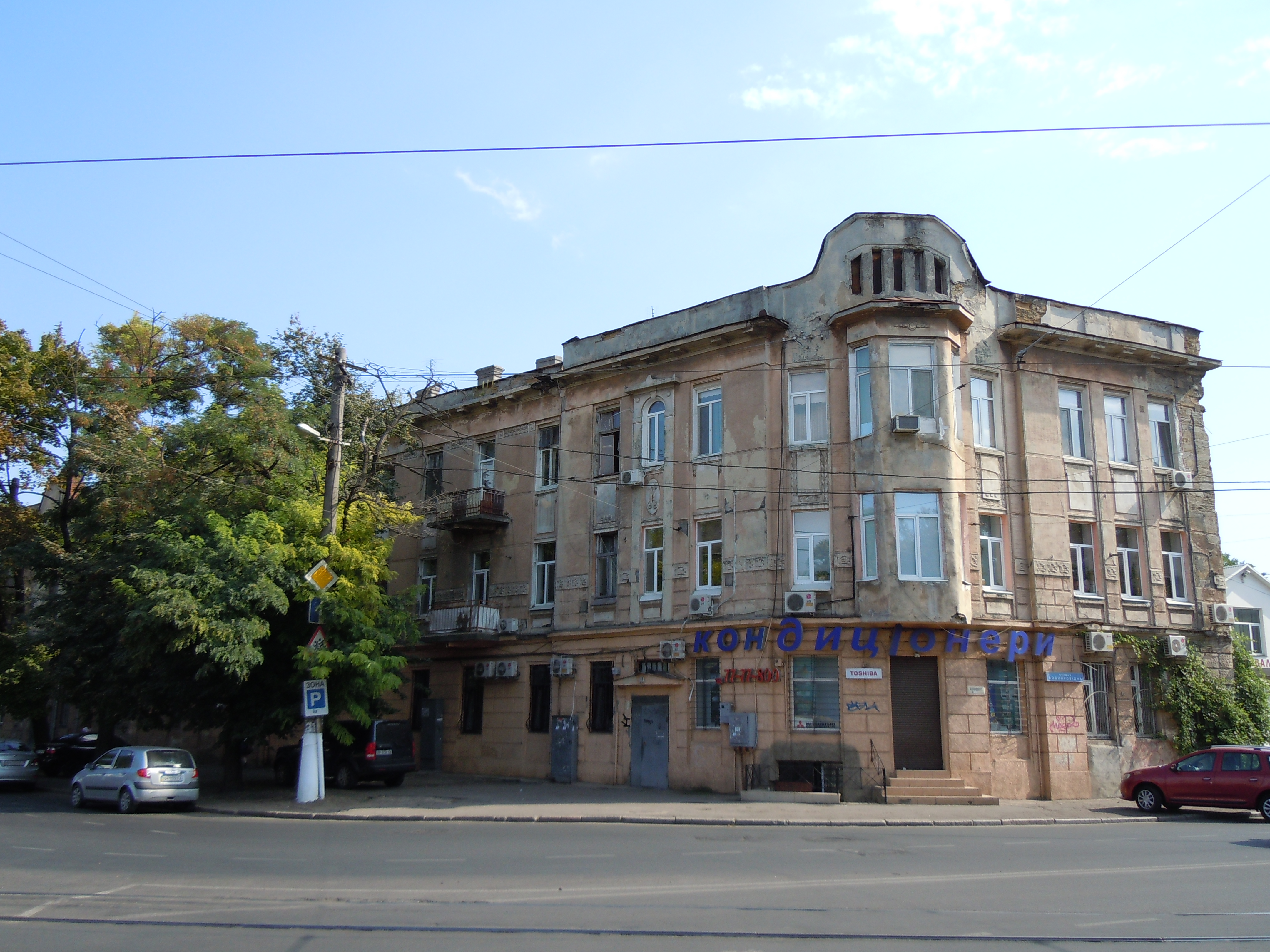
Старосінна пл., 15 (ріг вул. Водопровідної)

Площа влаштована на місці колишнього ринку на околиці міста.
- Перша назва площі приблизно датується з 1883 р. — Сінна.
- З 1909 р. — площа Петра Великого.
- З 1923 р. по 1995 р. — сквер 9 січня.
- З 1995 р. — Старосінний сквер та Старосінна площа.

Після реконструкції у 2016 р. — торгова галерея та популярний парк сімейного відпочинку.

## Пам'ятники

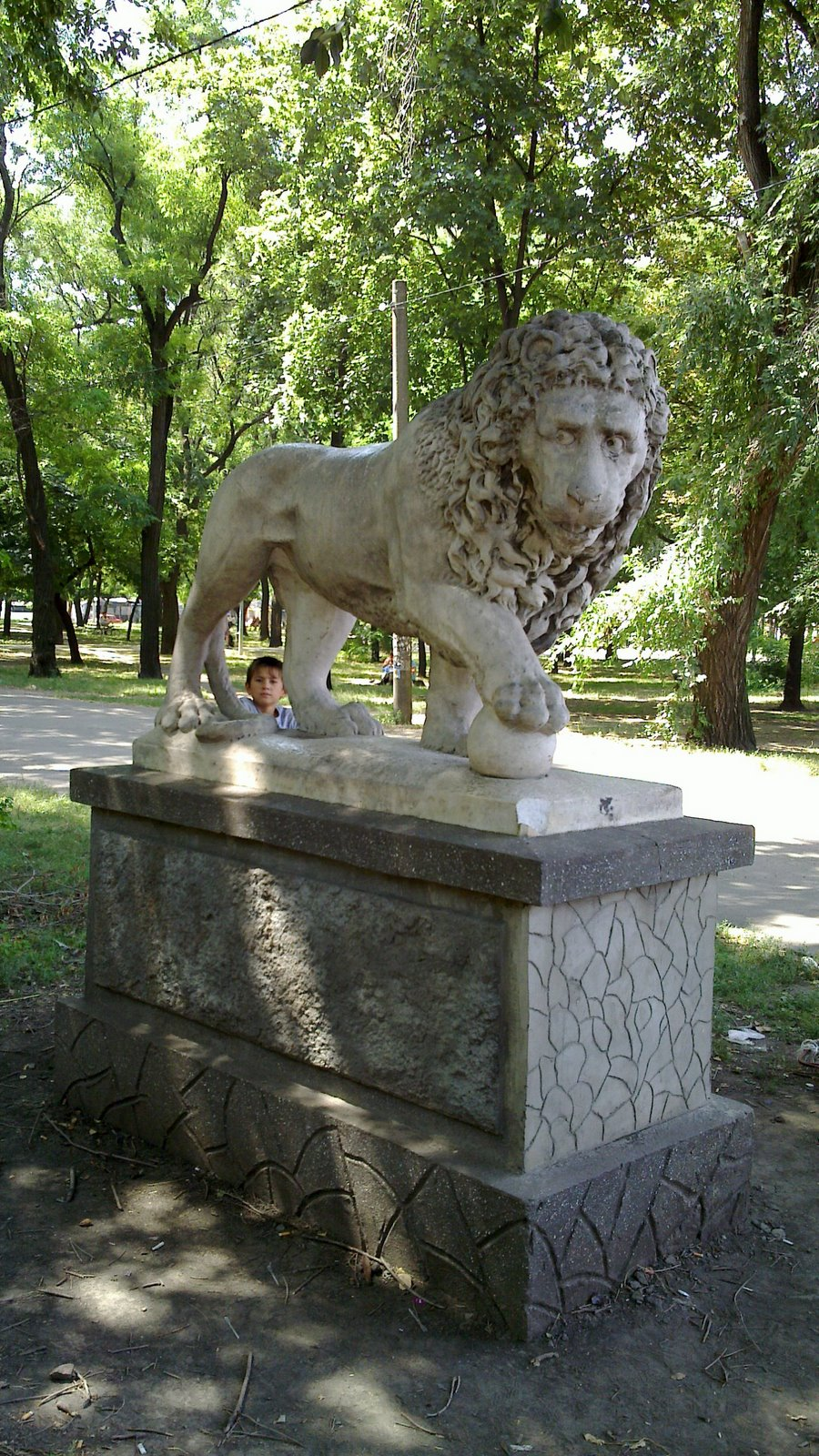
Лев Мормоне

Композиція «Леви» (скульптор Йосиф Мормоне)

## Примітки

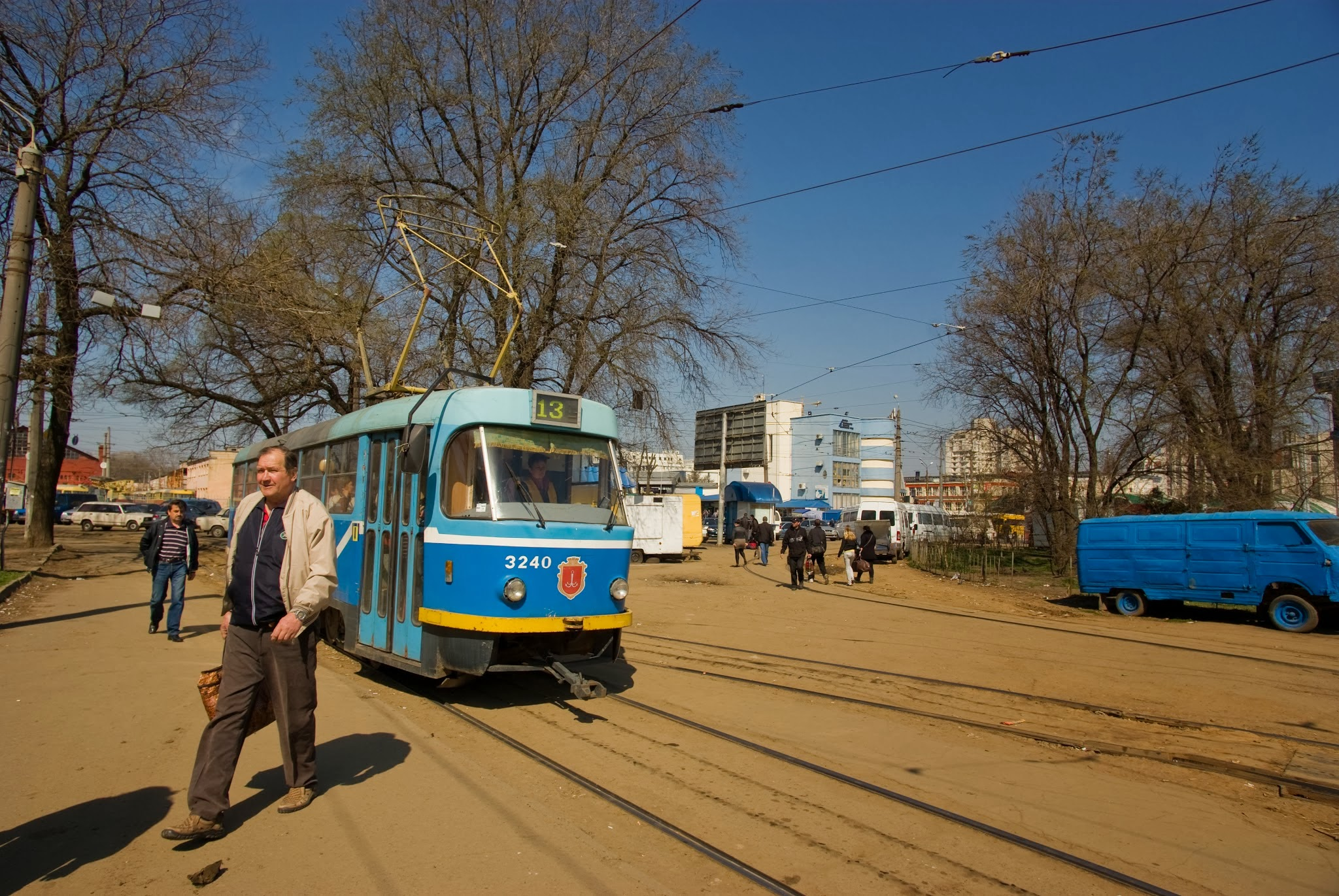
Трамвайна розв'язка на площі